# Jeremiah Paul Ostriker
Jeremiah »Jerry« Paul Ostriker, FRS, ameriški astrofizik, * 13. april 1937, New York, ZDA, † 6. april 2025, Manhattan, New York.